# GMC Hummer EV
GMC Hummer EV — лінійка електричних позашляховиків та пікапів (який просто називають Hummer EV; скорочено як HEV), що виробляється GMC, підрозділом General Motors, під власною під-маркою. Лінійка Hummer EV була представлена в жовтні 2020 року в прямому ефірі.
Суб-бренд Hummer EV включає пікап (SUT) та Sport Utility Vehicle (SUV), який буде представлений у 2021 році.
Автомобілі збудовано на платформі GM BT1.

## Hummer EV SUT

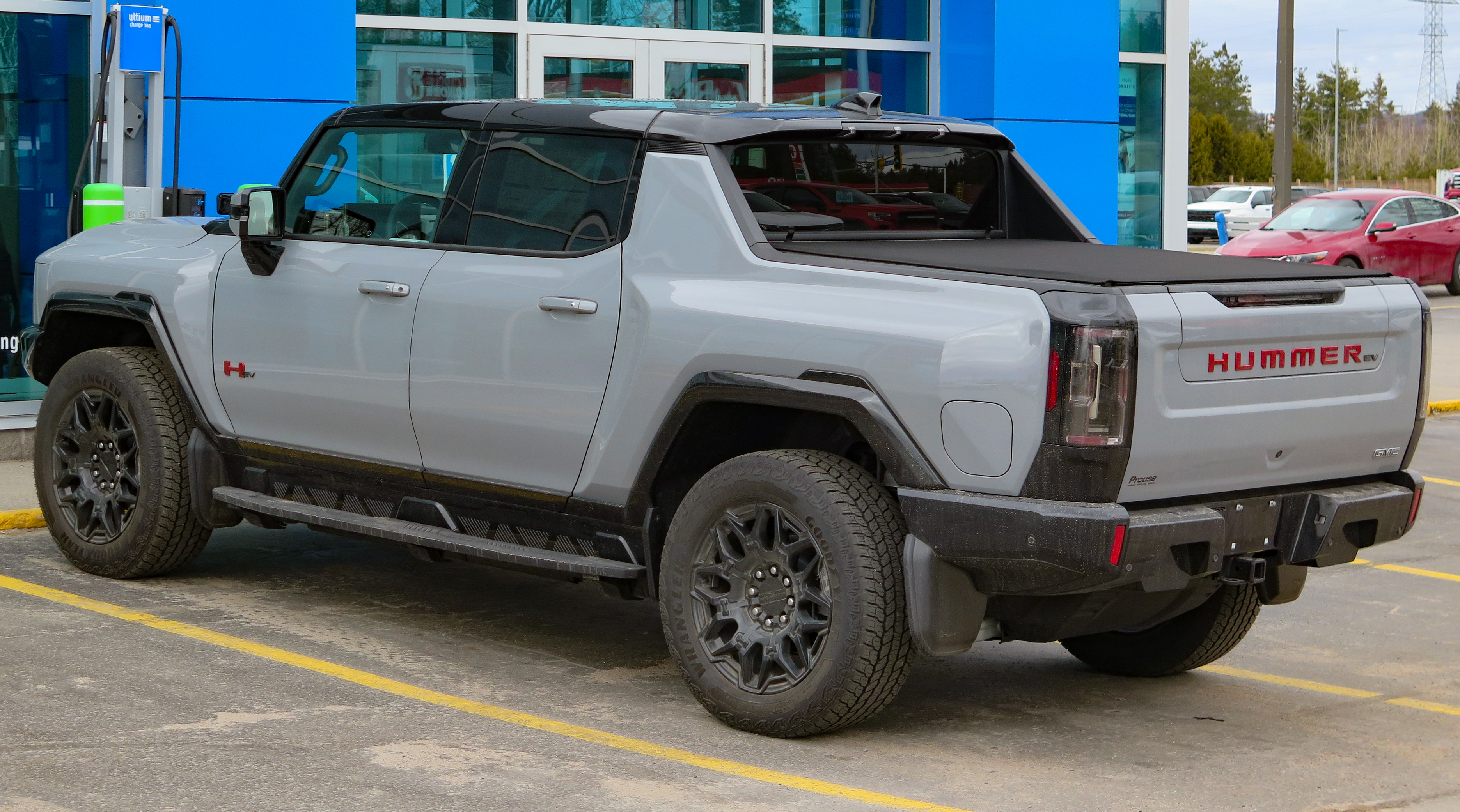
GMC Hummer EV Pickup 2X 4WD Sport Package

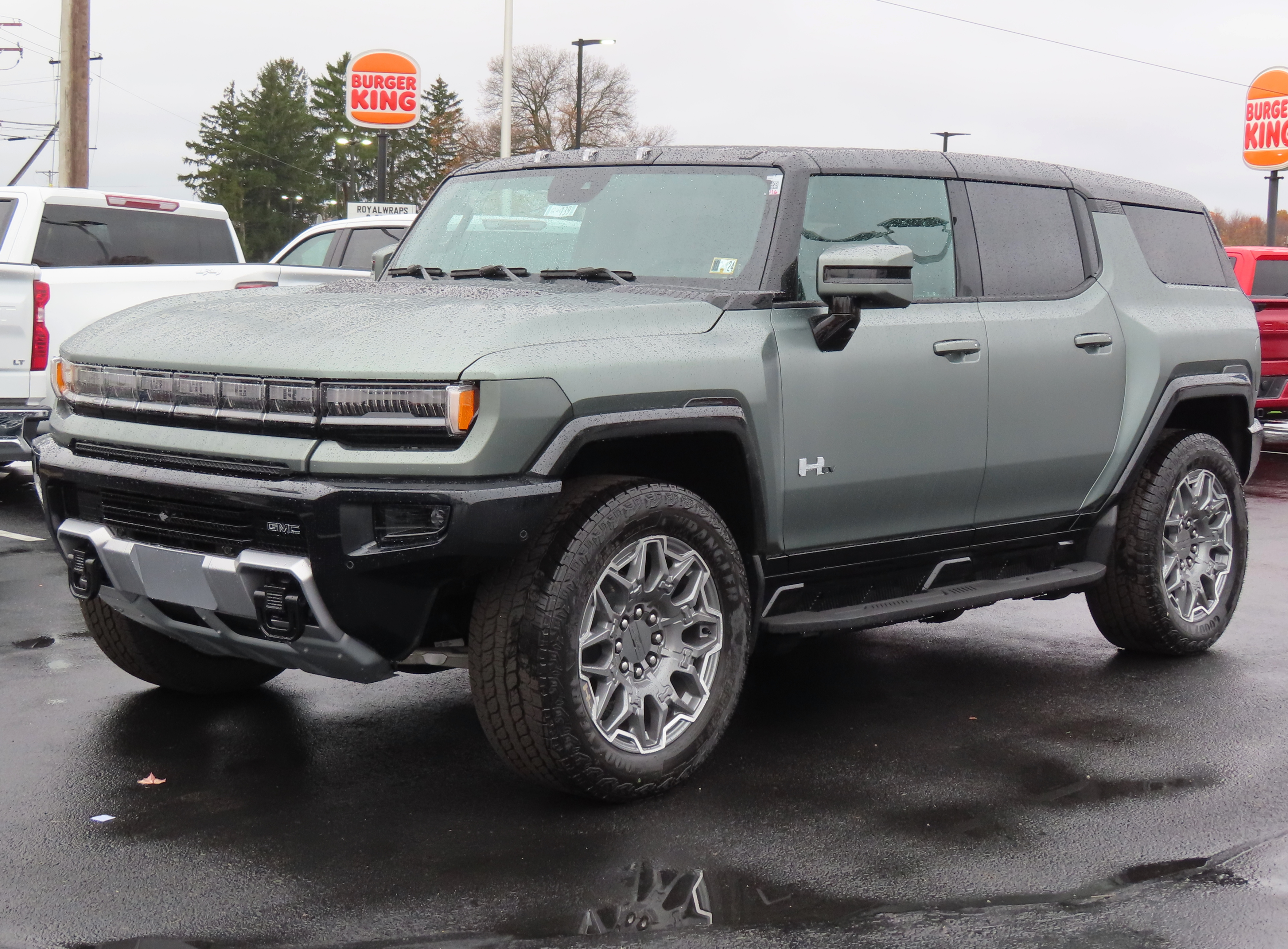
GMC Hummer EV SUV

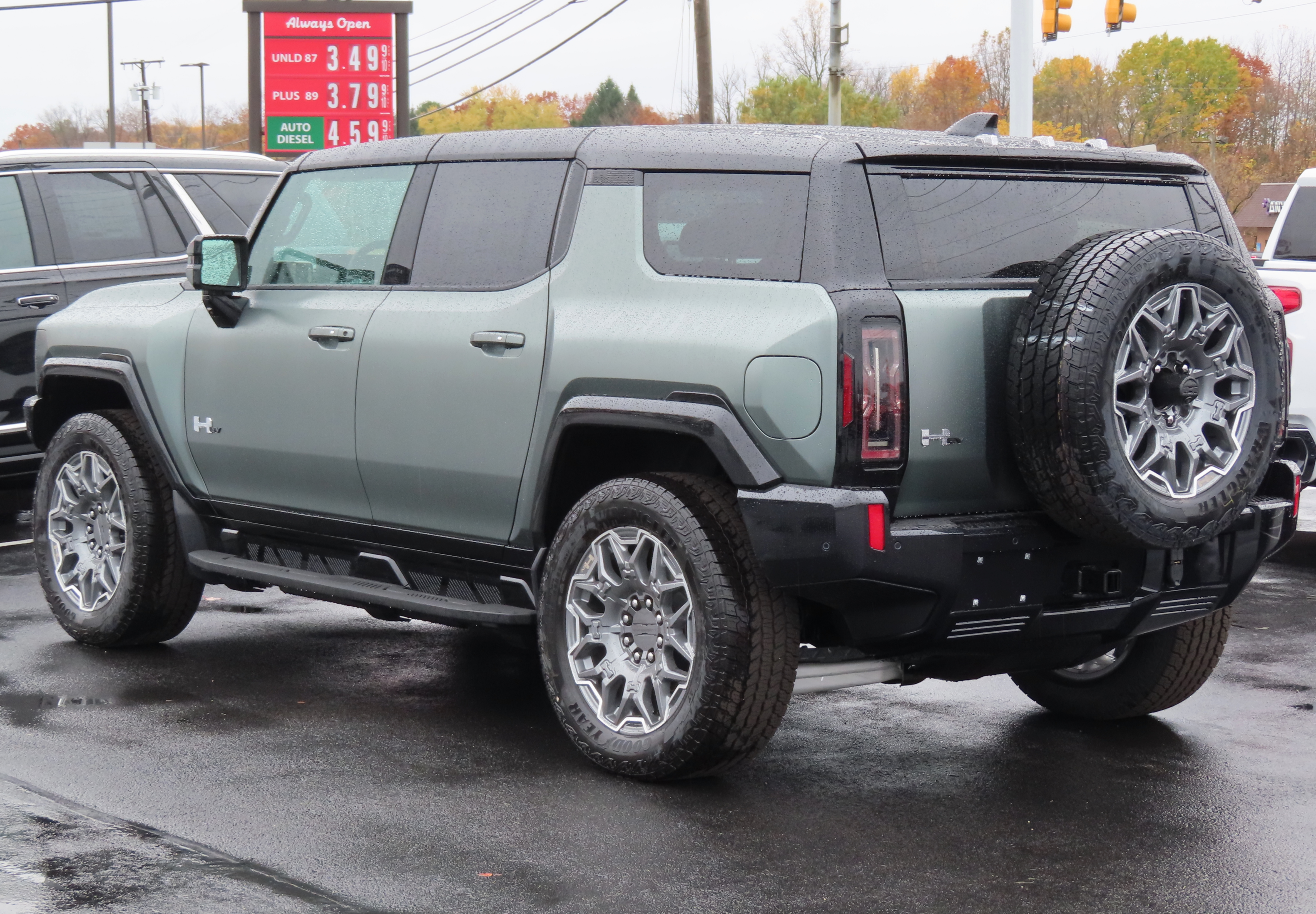
GMC Hummer EV SUV

В довжина автомобіля складає 5507 мм, ширина і колісна база досягають 2201 і 3445 мм відповідно.

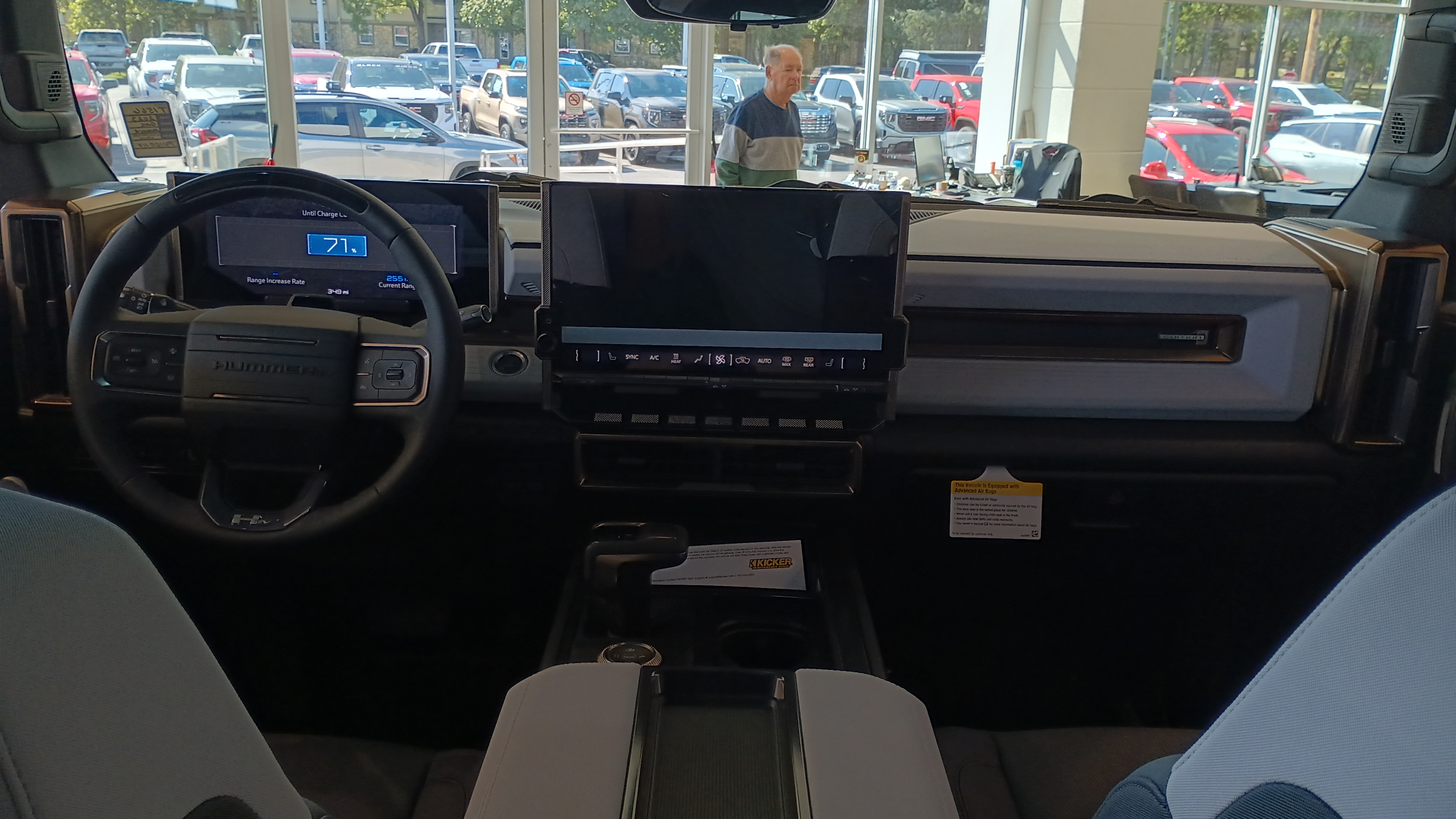

Повнокероване шасі в режимі Auto робить GMC Hummer EV керованим. На маленьких швидкостях задні колеса повертаються в протифазі з передніми, що зменшує діаметр з 13,5 до 11,3 м.
Пікап не має рамної конструкції, а вся структура зав'язана на блок літій-іонних батареях, до якого кріпляться підрамники. Підвіска у моделі спереду і ззаду незалежна, а її ходи досягають 330 мм. Завдяки пневмопідвісці, дорожній просвіт і показники геометричної прохідності змінюються в широкому діапазоні. У базовому положенні кліренс становить 257 мм, а кути в'їзду і з'їзду і рампи - 41,5 і 31,6 градуса відповідно. У режимі Terrain Mode ті ж показники вже 302 мм, 44,3 і 33,7 градуса. Глибина подоланого броду змінюється від 660 до 711 мм.
Пікап в топ-версії отримав три двигуни сумарною віддачею 1014 к.с. і крутним моментом 15 592 Нм. У режимі лонч-контролю Watts to Freedom машина здатна розігнатися від 0 до 97 км/год приблизно за 3 секунди. При повній зарядці літій-іонного блоку акумуляторів повинно вистачити на 563 км.
Версія Hummer EV3X дебютує восени 2022 року. Вона також отримає три електромотора, але потужністю 811 к.с. і 12 880 Нм, а відстань на одній зарядці зменшиться до 483 км. Навесні 2023 року в продаж надійде EV2X. Моторів тут буде два (634 к.с., 10 033 Нм), але автономність залишиться на тому ж рівні (483 км). Самим же доступним виявиться Hummer EV², у нього не буде пневмопідвіски і повнокерованого шасі, він отримає двигуни від версії EV2X тієї ж потужності, автомобіль зможе подолати 402 км на одній зарядці.
Hummer EV пропонує мультимедійну систему на базі Google з 13,4-дюймовим сенсорним центральним екраном 12,3-дюймовою цифровою панеллю приладів. 

## Модифікації
- EV3X: 830 або 1000 к.с.
- EV2 і EV2X: 625 к.с.
- Edition 1: 1000 к.с